# Bill Guthridge
Bill Guthridge, (Parsons, Kansas, 27 de julio de 1937 - Chapel Hill, Carolina del Norte, 12 de mayo de 2015) fue un entrenador de baloncesto estadounidense que ejerció en la NCAA durante 35 años como asistente, y 3 como entrenador principal.

## Trayectoria
- Universidad de Kansas State (1962–1967), (ayudante)
- Universidad de North Carolina (1967–1997), (ayudante)
- Universidad de North Carolina (1997–2000)